# Daniel & Geo Fuchs
Daniel Fuchs (* 1966 in Alzenau) & Geo Fuchs (* 1969 in Frankfurt am Main) ist ein deutsches Künstler-Ehepaar, das mit seinen konzeptionell angelegten Fotografieserien internationales Renommee erlangt hat.

## Entwicklung
Daniel & Geo Fuchs nahmen ihre gemeinsame fotografische Arbeit bereits im Jahr 1992 auf. Von Beginn an konzentrierten sich Daniel & Geo Fuchs auf Fotografieserien mit stark konzeptionellem Charakter. Voraussetzung für ihre Arbeit ist eine enorm intensive Auseinandersetzung mit ihrem jeweils gewählten Thema; jede Produktion einer Werkserie beansprucht in der Regel mehrere Monate oder Jahre für Recherche, Motivwahl, Materialsammlung und Testläufe.
Aus kunsthistorischer Sicht wird ihr Œuvre der Konzeptkunst zugeordnet; ihre Arbeiten können im Bereich der Sachlichkeit, des Detailreichtums und der Inszenierung verortet werden, wobei sich ihr Werk weitaus facettenreicher darstellt.
In der Anfangsphase, bis ca. 1996, konzentrierte sich das Interesse des Künstlerpaars auf Themenkomplexe wie Obdachlose, Transsexuelle oder psychisch Kranke. Bis zum Jahr 2008 arbeiteten Daniel & Geo Fuchs vorwiegend mit Großformatkamera und Stativ, einer eher „langsamen“ im Sinne von zeitaufwändiger Technik, die in ihrer Herangehensweise und Umsetzung den Grundstein legte für den Duktus ihrer späteren Arbeiten.
Mit dem Einzug neuerer Medien begann das Künstlerpaar ab 2009 mit digitalen Techniken zu experimentieren. Trotz der vermeintlichen Beschleunigung änderte sich jedoch damals bis heute nichts an der Ernsthaftigkeit und Sorgfalt in der Konzeption und Gestaltung sowie in der Aussage ihrer Werkserien.

## Konzept und Ästhetik
Daniel & Geo Fuchs’ Fotografien haben gemeinsam, dass sie dem Betrachter zunächst die Sicherheit vortäuschen, das Motiv mit einem Blick erfasst zu haben. Intuitiv verlangt es jedoch nach einer intensiveren Betrachtung von Details oder Arrangements, verbunden mit der sich unweigerlich aufdrängenden Frage, was im Moment der Aufnahme tatsächlich bereits da war und was nicht.
Dabei spielt es keine Rolle, ob es sich um ein Arrangement aus fotografierten Miniaturen wie in der Werkserie Toygiants handelt oder um ein Bergmassiv wie in Nature and Destruction. Ganz gleich, ob die Aufnahmen in der Natur, in einem Archiv oder einem Studio entstanden sind, dem Betrachter wird gewahr, dass sich Realität und Fiktion vermischt haben müssen – je nachdem wie die jeweilige Werkserie angelegt ist, mehr oder weniger greifbar.
Ambivalenz ist eine der zentralen Eigenschaften im Werk von Daniel & Geo Fuchs und in mehrfacher Hinsicht vorhanden. Das feine Changieren mit dem, was in der Realität nicht vorhanden sein kann und wenn doch, dann nur unter anderen Bedingungen, ist eine davon. Eine weitere ist die Gratwanderung zwischen den Gegensätzen – kaum eine Werkserie, die nicht von den Antagonisten Tod und Ästhetik, Zerstörung und Schönheit, Zerfall und Perfektionismus leben würde. Beispiele hierfür sind die Reihen Forces und Nature and Destruction.
Häufig entsteht aus einer Arbeitsphase von Daniel & Geo Fuchs heraus bereits die nächste, Themen und Projektzyklen überlappen sich oder laufen parallel zueinander. Das Künstlerpaar hat sich in den vergangenen Jahren durch eine grenzenlose Neugier immer weiter entwickelt und erhebt den Anspruch an sich selbst, nicht bei Bewährtem zu verharren und sich immer wieder neu zu erfinden.
Über dieses außerordentliche Interesse an der Umwelt haben Daniel & Geo Fuchs eine starke Affinität zu dem entwickelt, was erst entdeckt werden muss, was im Verborgenen oder im Geheimen liegt, und – im Schulterschluss dazu – zur faszinierenden Welt des Gesammelten und der Archive. Aus dieser Affinität heraus entstanden die Werkserien Conserving, Toygiants und STASI – secret rooms.

## Werkserien
Generell lässt sich Daniel & Geo Fuchs’ umfassendes Œuvre seit Beginn ihrer internationalen Karriere übergeordnet in die sieben große Projekte Conserving (1998), Famous Eyes (2000), STASI – secret rooms (2006), Toygiants (2006), Forces (2010), Nature and Destruction und – als jüngstes Projekt – The Halva Project (seit 2014) gliedern.
Den für die Serie Conserving fotografierten Körpern ist eines gemeinsam – nach dem eingetretenen Tod wurden sie in Formalin eingelegt, um einen Zustand der bestmöglichen Erhaltung zu erlangen, teilweise über mehrere hundert Jahre hinweg. In einer Zeit, in der die Fotografie als Medium des Einfrierens von Momenten und Erinnerung noch nicht existent war, entstand so eine ganz eigene Form der Skulptur im erweitert verstandenen Sinn, die von Daniel & Geo Fuchs besonders stark herausgearbeitet wurde. In kaum einem anderen Projekt berühren sich die Opponenten Leben – Tod, Ästhetik – Unbehagen in ähnlich unvermittelter Art und Weise wie in der in die drei Themenblöcke Fish, Animals und Humans unterteilten Serie Conserving.
Die Faszination, die von den Fotografien der konservierten Geschöpfe ausgeht, inspirierte die Berliner Band Rammstein zu einem gemeinsamen Projekt mit Daniel & Geo Fuchs. Das Künstlerpaar konzipierte das Haupt-Kunstkonzept für die 3. Albumproduktion der Band, Mutter (2001), das sich über die Gesamtästhetik sämtlicher Singleauskopplungen sowie des in den Medien sehr kontrovers diskutierten Cover des Mutter-Albums erstreckte.
Das große Interesse am Subjekt drücken Daniel & Geo Fuchs auch in der Werkserie Famous Eyes aus, hier konzentrierten sie sich jedoch ausschließlich auf das menschliche Auge. Unzählige namhafte Künstler, Architekten und Kuratoren, darunter Louise Bourgeois, Sophie Calle, Sir Norman Foster, Andreas Gursky, Jürgen Klauke, David LaChapelle, Sarah Lucas, Paul McCarthy, Jonathan Meese, Shirin Neshat, Dennis Oppenheim, Katharina Sieverding, Harald Szeemann und Sam Taylor-Wood standen vor Daniel & Geo Fuchs’ Kamera. Obwohl sich in dieser Serie der Fokus auf ein einziges Sinnesorgan konzentriert, gewähren die als Collage angelegten Arbeiten einen tiefen Einblick in die persönliche Seite der Fotografierten.
Einem breiten internationalen Publikum wurden Daniel & Geo Fuchs mit der Fotografieserie Toygiants bekannt. Initialzündung hierfür war die Bekanntschaft mit dem Sammler Selim Varol, der eine der größten Spielzeugsammlungen weltweit besitzt. Für Toygiants setzte das Künstlerpaar Spielzeugfiguren aller Genres wie Batman, Superman, Godzilla, Kill Bill & Co. zueinander in Beziehung und erzählten fotografisch deren Geschichten neu. Die nur miniaturgroßen, mit der Großbildkamera aufgenommenen Protagonisten in Toygiants werden entsprechend dem Größenverhältnis von real existierenden Personen im Ausstellungsraum gezeigt, wodurch sich der Betrachter erneut dem Wechselspiel von Wirklichkeit und Inszenierung stellen darf. Die Werkserie wurde international so erfolgreich, dass Teile der Auflage und die daraus entstandene erste Publikation innerhalb weniger Wochen vergriffen war.
STASI – secret rooms forderte eine intensive Zeit der Recherche und strapaziöser und umfangreicher Papierarbeit, um Zutritt zu der Öffentlichkeit nicht zugänglichen Gebäuden und Archiven gewährt zu bekommen. Für STASI – secret rooms haben Daniel & Geo Fuchs ehemalige Räume der Macht der DDR-Regierung fotografiert, Abhörzellen, Orte der Gewalt und der psychologischen Folter und trotzdem keine Dokumentation im klassisch verstandenen Sinn erstellt. Der fotografische Blick auf eine nicht ganz geschlossene Tür, zerschlissenes Büromobiliar oder ein schief an der Wand hängendes Porträt von Erich Honecker ist eine künstlerische Umsetzung der Anzeichen dafür, dass das DDR Regime lange vor dem Fall der Mauer ein in sich marodes System war. Die Aufnahmen entstanden 15 Jahre nach dem Mauerfall in Räumen, die Daniel & Geo Fuchs im ursprünglichen Zustand vorfanden. Gemäß diesem „Ist-Zustand“ fotografierte das Künstlerpaar ausschließlich bei Tageslicht; als einziges Hilfsmittel wurde für jede Aufnahme derselbe errechnete zentrale Mittelpunkt gewählt, wodurch sich der Betrachter fast wie in den Raum hineingezogen fühlt.
Forces konzentriert sich ebenfalls auf Themen des Militärs und des Kriegs, ist aber losgelöst von STASI – secret rooms als völlig eigenständige Werkserie zu betrachten und verfolgt eine andere Aussage. Für Forces haben Daniel & Geo Fuchs einzelne Objekte – Düsenjets, Waffen, Handgranaten, Projektile – in ihrer unnachahmlich nüchternen und distanzierten Betrachtungsweise in den Mittelpunkt ihrer Fotografie gerückt. Unter dem künstlerischen Auge von Daniel & Geo Fuchs verwandelt sich die Handgranate abgetrennt von ihrer Bestimmung, der Zerstörung, in ein Objekt von außerordentlicher Faszination und Ästhetik, die Tellermine in einen Gegenstand des stilvoll Schönen.
Die Opponenten Ästhetik und Zerstörung sind ebenfalls Gegenstand der Werkserie Nature and Destruction. Die Natur, wie sie von Daniel & Geo Fuchs gesehen wird, ist eine vermeintlich perfekte Wiedergabe dessen, was der Mensch in sie hineininterpretiert und sich von ihr erhofft, die Natur als Schönheit und als Geber aller Ressourcen und Kräfte – bei gleichzeitiger Konfrontation mit der Zerstörung der Natur durch den Eingriff des Menschen. In der Serie Explosions als Teil von Nature and Destruction findet dieser Widerspruch einen Höhepunkt. Die Faszination über die atemberaubende Wucht einer Sprengkraft, die ein Urknall sein kann, aus dem alles Leben entstanden ist, vermischt sich mit dem Unbehagen darüber, welche Zerstörung eine durch den Menschen ausgelöste Explosion verursachen kann. Fragen nach Parallelen zum zeitgenössischen politischen Geschehen werden unterschwellig aufgeworfen.
Das jüngste Projekt von Daniel & Geo Fuchs – vom Künstlerpaar selbst als „Herzensprojekt“ bezeichnet – ist The Halva Project. Halva ist der Name einer Russian Toy Terrier-Hündin, die seit Oktober 2014 bei dem Künstlerpaar lebt. The Halva Project begann mit einem Ölportrait, das die Malerin Gertrud Fuchs, Daniels Mutter, anhand einer Fotografie von Halva anfertigte. Nicht ahnend, was daraus für ein Selbstläufer entstehen würde, veröffentlichte das Künstlerpaar ein Foto des Ölportraits auf der Social-Media-Plattform Facebook. Begeistert darüber, dass Daniel & Geo Fuchs einen kleinen Hund aufgenommen hatten, ließen sich viele befreundete Künstler von dem Foto inspirieren und porträtierten Halva ebenfalls anhand der Vorlage. Daraus entwickelten Daniel & Geo Fuchs die Idee, Künstler jedes Genres eine künstlerische Umsetzung der kleinen Halva anfertigen zu lassen.
Um das Projekt zu realisieren, begannen Daniel & Geo Fuchs mit Halva im Jahr 2015 mit ihren Reisen zu Shootings, auf die sie sich teils in einem Reisemobil begeben. Auf ihrer bis dato noch nicht abgeschlossenen Reise entstanden bereits Fotoportraits von Halva u. a. von Anton Corbijn, Michael Wesely, Alfred Steffen und Olaf Heine.
In der Entwicklung dieses Projekts zeichnen sich Parallelen sowohl zu den Reisen von Bernd und Hilla Becher in deren VW-Bus als auch zu dem Reisebericht Die Reise mit Charley: Auf der Suche nach Amerika von John Steinbeck ab, der im Jahr 1960 mit seinem damals bereits 10 Jahre alten französischen Pudel Charley in einem eigens dafür angefertigten Pickup-Camper eine dreimonatige Reise durch die USA unternommen hat, um das Land, in dem der Schriftsteller aufgewachsen war und das er in seinen Romanen beschrieb, mit neuen Augen zu entdecken.
Anders als bei John Steinbeck ist in Daniel & Geo Fuchs’ Projekt der Hund jedoch nicht lediglich Reisebegleitung, sondern der Grund der Reise. Ziele sind jeweils Treffpunkte mit den namhaftesten Vertretern der Kunstwelt, die die Russian Toy Terrier Hündin Halva künstlerisch interpretieren. Sowohl die Idee als auch die Umsetzung machen dieses Projekt zu einem einzigartigen in der Kunstwelt, Halva ist der erste Hund, der an einem unbestimmt datierten Projektende von einer großen Anzahl von Künstlern fotografiert, gemalt oder gezeichnet worden sein wird.
Einen tragischen Vorfall gab es im April 2016, als die bei einer Schulterristhöhe von 20 cm nur 1,8 kg wiegende Halva einen schweren Unfall erlitt, bei dem sie von einem Fahrradfahrer überfahren wurde. Halvas Leben hing tagelang an einem seidenen Faden, da sie schwerste Verletzungen am Schädel und an der Halswirbelsäule erlitt. Es grenzt an ein Wunder, dass die Hündin den Unfall nach Wochen der Rekonvaleszenz völlig unbeschadet überlebte und mit keinerlei Folgeerscheinungen leben muss.

## Ausstellungsbedingungen
Bereits im Prozess des Produzierens ihrer Fotografieserien inkludieren Daniel & Geo Fuchs die jeweilige Form der Präsentation im Ausstellungsraum. Ein immer wiederkehrendes Merkmal ist das Großformat, was zwar ein äußerliches, aber kein von den Inhalten losgelöstes Attribut darstellt. Das Großformat ermöglicht es dem Betrachter, sich dem Detailreichtum einer jeden einzelnen Arbeit widmen zu können. Das Spielzeug in Toygiants, das seine Präsenz ins überdimensioniert Vergrößerte findet, fesselt, weil das Augenmerk auf Komponenten gelenkt wird, denen sonst eine zu vernachlässigende oder gar keine Bedeutung beigemessen wird. Gebrauchsspuren wie Kratzer oder in der Produktion nicht akkurat gesetzte Farbaufträge machen deutlich, welche individuelle Geschichte jedes seriell hergestellte Produkt haben kann.
Gemäß dem Duktus eines formalinierten Körpers, der in der Regel in einem Glasbehälter aufbewahrt wird, werden die Fotografien der Conserving-Serie als Cibachrome hinter 15 mm dickes Acrylglas mit polierter Kante kaschiert, was als gewünschten Effekt das Schwimmen eines medizinischen Präparats in Flüssigkeit suggeriert.

## Ausstellungen

### Einzelausstellungen (Auswahl)
2023
•  Galerie von Braunbehrens, Stuttgart, TOYGIANTS
•  Flora Köln, Galerie Martina Kaiser, Lightness of Nature
•  nüüd.berlin gallery, Berlin, Nature & Destruction
2022
•  Galerie Martina Kaiser, Köln, Fragile Realities
•  Galerie an der Pinakothek der Moderne Barbara Ruetz, München, Nature & Destruction
2018
•  Galerie von Braunbehrens, Stuttgart, Nature & Destruction

•  Kunstsammlungen und Museen Augsburg, Neue Galerie im Höhmannhaus, Nature & Destruction
2017

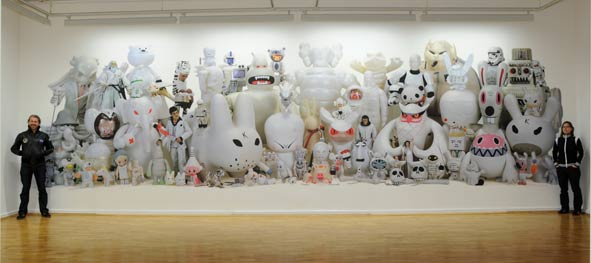
Toygiants, Ausstellungswand, Städtische Galerie Wolfsburg (2008)

- Haugar Kunstmuseum Tonsberg, Norwegen, Reality Check

2015
- Pori Art Museum Finnland, Toygiants, Forces & Explosions
- Pori Art Museum Finnland, STASI – secret rooms

2014
- Nikolaj Kunsthal, Kopenhagen, STASI – secret rooms
- Stiftung Starke, Löwenpalais Grunewald Berlin, STASI – secret rooms
- Schacher – Raum für Kunst Stuttgart, STASI – secret rooms
- Galerie Molliné Stuttgart, Toygiants
- Galerie Clairefontaine Luxemburg, FORCES

2013
- Fotografins Hus – Contemporary Photography Exhibition Hall Stockholm, STASI – secret rooms

2011
- KUNSTHALLEwien project wall, Vienna, Austria,
- TOYGIANTS @ Outer Space – within the scope of the exhibition: OUTER SPACE. Art and a dream

2010
- ARTITLED! Contemporary Art, Herpen, The Netherlands, Forest
- Galerie Magda Danysz, Paris, France, Daniel & Geo Fuchs
- ADN Galeria Barcelona, Spain, FORCES
- Young Gallery Knokke, Belgium, new works

2009
- Museo de Bellas Artes Santander, STASI – secret rooms
- Young Gallery, Brussels, Toygiants

2008
- FOAM Fotografiemuseum Amsterdam, STASI – secret rooms
- Stiftung Starke, Löwenpalais Grunewald Berlin, in liquid
- Galerie Clairefontaine Luxemburg, Toygiants and STASI – secret rooms
- Photoforum Pasquart, Biel, STASI – secret rooms
- Städtische Galerie Wolfsburg, Toygiants

2007
- ADN Galeria Barcelona, works of a decade
- Galerie Le Lieu, Lorient, STASI – secret rooms
- Galerie dix9, Paris, STASI – secret rooms
- Gedenkstätte Deutsche Teilung Marienborn, STASI – secret rooms

- Artempus, Düsseldorf, Toygiants
- Palau de la Virreina, Barcelona, STASI – secret rooms

2006
- Museum Villa Stuck, München, Toys
- Museum Villa Stuck, München, STASI – secret rooms
- Zeitgeschichtliches Forum, Leipzig, STASI – secret rooms
- Städtische Galerie, Neunkirchen, STASI – secret rooms

2005
- Fotoforum West, Innsbruck, Famous Eyes

2004
- Forum de l'Image, Toulouse, Conserving
- Kunstverein Lippe, Detmold, Famous Eyes
- Stiftung Starke, Berlin, Famous Eyes
- Photoforum PasquArt, Biel/Bienne, Conserving

2003
- Flatland Gallery, Utrecht, Famous Eyes – Conserving
- Galerie Clairefontaine, Luxemburg, Luxemburger Porträts

2002
- Kunsthaus / Barlach Halle K, Hamburg, Famous Eyes
- Photology, Milano, For your eyes only
- Galerie Clairefontaine, Luxemburg, Famous Eyes
- Camera Work, Berlin, book presentation Famous Eyes

2001
- Congress Centrum Saar, Saarbrücken, Conserving
- Medizinhistorisches Museum, Zürich, Conserving
- Camera Work / Berliner Medizinhistorisches Museum, Berlin, Conserving
- Staatsbank Berlin, slide-projection: Conserving – Rammstein

2000
- Galerie Le Réverbère, Lyon, Conserving
- Stephen Bulger Gallery, Toronto, Conserving
- Rencontres internationales de la photographie, Arles, Conserving
- Naturhistorisches Museum, Basel, Conserving
- Fotografie Forum International, Frankfurt am Main, Conserving
- Galerie Nei Liicht, Dudelange, Conserving Fish
- Barlach Halle K, Hamburg, Conserving

1999
- Kunsthaus / Barlach Halle K, Hamburg, Espada

1998
- Barlach Halle K, Hamburg, Conserving Fish
- Galerie Nei Liicht, Dudelange, Espada
- galerie & edition m, Leipzig, Im falschen Körper

1997
- Schirn Kunsthalle, Frankfurt am Main, Espada
- Neue Gesellschaft für bildende Kunst, Berlin, Im falschen Körper
- Grundbuchhalle, Hamburg, Menschen in der Psychiatrie

1996
- Halle K3 Kampnagel, Hamburg, Im falschen Körper

1995
- Gasteig, München, Im falschen Körper
- Römer, Frankfurt am Main, Im falschen Körper
- Schauspiel, Frankfurt am Main, Die Unbehausten

### Gruppenausstellungen (Auswahl) und Kunstmessen
2023
•  Galerie von Braunbehrens, Stuttgart, Künstlerpaare
2022
•  Ludwig Museum of contemporary Art, Budapest, Emplotment
•  NRW Forum, Düsseldorf, Wonderwalls
•  Luxemburg Art Fair, Galerie Martina Kaiser Köln
•  nüüd, berlin gallery, Berlin, Nuit 2.0
2021
•  Galerie von Braunbehrens, Stuttgart, Berge
•  Prince House Gallery, Mannheim, Aufbruch
2020
•  NRW Forum, Düsseldorf, #cute. Inseln der Glückseligkeit
•  Galerie von Braunbehrens, Stuttgart, Sommerausstellung
•  Galerie Clairefontaine, Luxemburg, Groupshow 2020
•  Georgian National Museum, Olga Tbilisi Photo, Online Exhibition, Tales of Anthropocene
2019
•  H2 Zentrum für Gegenwartskunst im Glaspalast Augsburg, Die Sammlung Neue Kunst IX
•  Photo Basel, Galerie Clairefontaine Luxemburg
•  Art Karlsruhe, Galerie Clairefontaine Luxemburg
•  ADN Galeria, Barcelona, 5994 is just a number
2018
•  Galerie Clairefontaine, Luxemburg, Luxemburger Portraits
•  Galerie von Braunbehrens, Stuttgart, Accrochage
•  Vestfossen Kunstlaboratorium, Norwegen, Contemporary Chaos
2017
•  Art Miami, Galerie von Braunbehrens Stuttgart
•  Landesgalerie Burgenland, Österreich, Bonjour Luxembourg
•  MOMA Tiflis, Georgien, Fauna – Wild Beasts, Sheep and Crocodiles
2016
•  MOMA Tiflis, Kolga Tbilisi Tiflis, Georgien, Space Veggies & Earth Plants
•  Festival Horizonte, Zingst
2015
- Brandts Museum Odense, Selfie – from self portrait to staging the self
- Villa Merkel, Galerie der Stadt Esslingen, Jäger & Sammler in der zeitgenössischen Kunst
- KunstRAI Amsterdam, Artitled Contemporary Herten
- AAF Maastricht, Artitled Contemporary Herten
- SAP internationales Schulungszentrum Walldorf, Thinking, Acting, Reflecting

2014
- Museum Morsbroich Leverkusen, Jäger & Sammler in der zeitgenössischen Kunst
- Alfred-Ehrhardt-Stiftung Berlin, Wild
- LWL-Industriemuseum Lage, Unterwelten – Die andere Sicht der Dinge
- Riga Corner House, Riga 2014 European Capital of Culture, The (re)construction of friendship
- Fotografiska art fair Stockholm, Young Gallery Brussels
- Galerie Clairefontaine, Dali und Künstler der Galerie Clairefontaine
- Kunstrai Amsterdam, ARTITLED! Contemporary Art Herpen
- Art Karlsruhe, Galerie Clairefontaine Luxemburg
- AAF Maastricht, ARTITLED! Contemporary Art Herpen
- Wittenstein Innovationsfabrik Igersheim-Harthausen, Entrepreneur 4.0

2013
- CAC Centro de Arte Contemporáneo de Málaga, Art & Toys – Collection Selim Varol
- Galerie Clairefontaine Luxemburg, looking to learn – learning to look
- Museu de Cadaques, Spain, Olor de Cadaques
- AAF Hamburg, ARTITLED! Contemporary Art, Herpen
- ADN Galeria Barcelona, 10 is more than a number
- AAF Amsterdam, ARTITLED! Contemporary Art, Herpen
- Open Art Fair Utrecht, ARTITLED! Contemporary Art, Herpen
- Art Center Maison Particulière Brussels, Sexe, Argent et Pouvoir
- AAF Brussels, ARTITLED! Contemporary Art, Herpen

2012
- Künstlerhaus k/haus Wien, Megacool 4.0
- me collectors room Berlin, Art & Toys – Collection Selim Varol
- Zona Maco Mexico, Mario Mauroner Contemporary Art Vienna
- Arco Madrid, ADN Galeria Barcelona,
- AAF Hamburg, ARTITLED! Contemporary Art, Herpen
- AAF Amsterdam, ARTITLED! Contemporary Art, Herpen
- Artfair Cologne, Toykio gallery, Düsseldorf
- Salone degli incanti ex pescheria Trieste, The Flash of Nature
- Fotofever Brussels, ARTITLED! Contemporary Art, Herpen
- Kunstrai Amsterdam, ARTITLED! Contemporary Art, Herpen
- AAF Brussels, ARTITLED! Contemporary Art, Herpen
- Toykio, Düsseldorf, permanent presentation of „Toygiants“

2011
- ArtBo Bogota, ADN Galeria Barcelona
- FotoFever Paris, ARTITLED! Contemporary Art Herpen
- Magda Danysz Galerie, Paris, Paris Forever
- Toykio, Düsseldorf, opening exhibition
- Galerie Caprice Horn Berlin, Group Exhibition
- Arts Santa Monica Barcelona, Olor Color
- ARTI 11 Den Haag, ARTITLED! Contemporary Art Herpen
- Viennafair Wien, Mario Mauroner Galerie Wien
- TRAFFIC Dubai, THE STATE – works from the Farook Collection
- Artefiera Bologna, ADN Galeria Barcelona
- Realisme 11 Amsterdam, ARTITLED! Contemporary Art Herpen

2010
- Ludwig Forum für internationale Kunst, Aachen, Eros & Stasi
- Hartware MedienKunstVerein Dortmund, inter-cool 3.0
- Open Art Fair Utrecht, ARTITLED! Contemporary Art, Herpen
- ARTITLED! Contemporary Art, Herpen, Introducing! – 2009–2010
- Swiss Art Institution, Karlsruhe, Artist Duos – Artist Friends
- swab Barcelona, ADN Galeria, Barcelona
- Arco Madrid, Galerie Caprice Horn, Berlin
- OMC Gallery for Contemporary Art, Huntington Beach, From Wall To Wall
- Art Brussels, ADN Galeria, Barcelona
- Art Hongkong, Galerie Caprice Horn, Berlin
- Art Amsterdam, ARTITLED! Contemporary Art, Herpen

2009
- Norton Museum of Art, Palm Beach, Recent Additions to the Norton’s Photography Collection
- Open Art Fair, Utrecht, ARTITLED! Contemporary Art, Berghem
- The Andy Warhol Museum Pittsburgh, The End. Analyzing Art in troubled times
- Haus der Kulturen der Welt, Berlin, Pictopia
- Affordable Art Fair, Paris, ARTITLED! Contemporary Art
- Art Amsterdam, ARTITLED! Contemporary Art, Berghem
- Fundacion Vallpalou, Lleida, Spain, „Impacte“
- Art Hongkong, Galerie Caprice Horn, Berlin
- Art Karlsruhe, ARTITLED! Contemporary Art, Berghem
- Art Dubai, Galerie Caprice Horn, Berlin
- Affordable Art Fair, Brussels, ARTITLED! Contemporary Art, Berghem
- Art Fair Eindhoven, ARTITLED! Contemporary Art, Berghem
- Palmbeach 3 – Galerie Caprice Horn, Berlin

2008
- Photo Miami, ADN Galeria Barcelona
- Lineart Gent, ARTITLED! Contemporary Art, Berghem
- Art Paris Abu Dhabi, Galerie Caprice Horn, Berlin
- Affordable Art Fair Amsterdam, ARTITLED! Contemporary Art, Berghem
- Kiaf Korea, Galerie Caprice Horn, Berlin
- Slick Art Fair Paris, ADN Galeria Barcelona
- Slick Art Fair Paris, Galerie dix9 Paris, France
- Open Art Fair, Utrecht, ARTITLED! Contemporary Art, Berghem
- Beyond the Boundaries Galerie Caprice Horn Berlin
- Portraits – Selfportraits, Galerie Clairefontaine Luxemburg
- Arte Santander, ADN Galeria Barcelona
- 5 is just a number, ADN Galeria Barcelona
- Scope, Basel, Galerie Caprice Horn Berlin
- Art Cologne, Galerie Clairefontaine Luxemburg
- Art Hongkong, Galerie Caprice Horn Berlin
- swab Barcelona, ADN Galeria Barcelona
- Art Brussels, ADN Galeria Barcelona
- Art Chicago, Galerie Caprice Horn Berlin
- Circa Puerto Rico, Galerie Caprice Horn Berlin
- Maco Mexico, Galerie Caprice Horn Berlin
- Arco Madrid, ADN Galeria Barcelona
- Palmbeach art fair, Galerie Caprice Horn Berlin

2007
- Biennale of Contemporary Art, Thessaloniki
- Ursula-Blickle-Stiftung, Kraichtal, small is beautiful
- Photo Miami, Galerie Caprice Horn Berlin
- Photo Miami, ADN Galeria Barcelona
- ACAF New York, Galerie Caprice Horn Berlin
- Artempus con-temporary gallery, Reflect
- Fotogalerie Wien, Orte mit Geschichte
- Galerie Caprice Horn, Berlin Like there is no tomorrow
- Year_07 Art Projects London, Galerie Caprice Horn Berlin
- slick contemporary art fair Paris, ADN Galeria Barcelona
- Modern07 Munich, Galerie Caprice Horn Berlin
- Preview Berlin, ADN Galeria Barcelona
- Arte Santander, ADN Galeria Barcelona
- Galerie Caprice Horn, Berlin, Optical Tittilations
- Cornice art fair, Venezia, Galerie Caprice Horn Berlin
- swab Barcelona, ADN Galeria Barcelona
- dphoto, San Sebastian, Flatland gallery Utrecht
- Kiaf Korea, Caprice Horn Galerie Berlin
- photo London, Galerie Caprice Horn Berlin
- Galerie Caprice Horn, Berlin, Reality bites
- Art Brussels, ADN Galeria Barcelona
- Art Cologne, Caprice Horn Galerie Berlin
- Art L.A., Caprice Horn Galerie Berlin
- OMC gallery, Huntington Beach, Art, Made in Germany

2006
- Palazzo Cavour, Turin, Other Families
- Viennabiennale, Wien
- Potsdam Museum, Auslöser Potsdam
- Locarno Film Festival, Movements, Play Forward section
- Caprice Horn Galerie, Berlin, Monat der Fotografie, Refraction
- Photomeetings Luxemburg, Galerie Clairefontaine
- Photo Miami, Caprice Horn Galerie Berlin
- OMC gallery, Huntington Beach, Inauguration
- Photo New York, Caprice Horn Galerie Berlin
- Paris Photo, Galerie Clairefontaine Luxemburg
- Art L.A., OMC gallery Huntington Beach

2005
- Museum für Fotografie, Braunschweig, Polaroid als Geste
- Photo L.A., OMC gallery, Huntington Beach

2004
- art.fair Cologne, OMC Galerie für Gegenwartskunst, Huntington Beach
- Photo L.A., Galerie Clairefontaine Luxemburg

2003
- Kunsthal Rotterdam, Four centuries of smoking in art
- International Biennial of photography, Turin
- Fotomuseum Den Haag, Mortalis
- Minerva Academy, Groningen, De Voorproef
- Stephen Bulger gallery, Toronto, Suture
- Photology, Milano, Occhio per occhio
- Galerie Clairefontaine, Luxemburg autoportrait+nus
- Paris Photo, Flatland Gallery Utrecht
- Kunst Rai Amsterdam, Flatland Gallery Utrecht
- Art Brussels, Galerie Clairefontaine Luxemburg
- Art Rotterdam, Flatland Gallery Utrecht
- Artefiera Bologna, Photology Milano

2002
- Muséum national d’histoire naturelle, Paris, Histoire naturelle
- Art Cologne, Galerie Clairefontaine Luxemburg
- Paris Photo, Galerie Clairefontaine Luxemburg

2001
- Aipad New York, Stephen Bulger Gallery Toronto
- Muséum d’histoire naturelle, Lyon, Carte blanche
- Fiac Paris, Galerie Le Réverbère Lyon
- Photo Los Angeles, Stephen Bulger Gallery Toronto

2000
- Göteborg Museum of Art, New Natural History
- Franckesche Stiftungen, Halle/Saale, Kinder haben Rechte
- Elektrizitäts-Werk, Tel Aviv, Prometheus
- Paris Photo, Galerie Le Révèrbere Lyon
- Art Cologne, Lipanjepuntin Artecontemporanea Trieste
- Art Brussels, Lipanjepuntin Artecontemporanea Trieste
- Arco Madrid, Lipanjepuntin Artecontemporanea Trieste
- Arte Fiera Bologna, Lipanjepuntin Artecontemporanea Trieste

1999
- National Museum for Photography, Bradford, New Natural History
- Lipanjepuntin Artecontemporanea, Trieste, Still in motion
- Art Cologne, Lipanjepuntin Artecontemporanea Trieste

1998
- Internationale Photoszene, Köln, Espada
- Alte Völklinger Hütte, Völklingen, Prometheus
- Airport Gallery, Frankfurt, Die Farbe Grün
- Art Frankfurt, galerie & edition m Leipzig

## Monografien
- Toygiants – silver Edition, Gingko Press, 2008. ISBN 978-1-58423-284-1
- Toygiants, Verlag für Moderne Kunst Nürnberg, 2007
- Luxemburger Portraits, Edition Galerie Clairefontaine, 2003
- Famous Eyes, Edition Reuss, München, 2002
- Conserving, Edition Reuss, München, 2000
- Im falschen Körper, Verlag Martina Rueger, Wiesbaden, 1995

## Einzelausstellungskataloge
- Stasi – secret rooms, Museo de Bellas Artes Santander, 2008
- Stasi – secret rooms, Städtische Galerie Neunkirchen, 2006

## Gruppenausstellungskataloge
- 10 Jahre Kunststation Hauptbahnhof Wolfsburg, Städtische Galerie Wolfsburg und Deutsche Bahn AG 2015
- Portraying Visions Entrepreneur 4.0 Award 2014, Verlag seltmann+söhne
- Unterwelten – Die andere Sicht der Dinge / Klartext Verlag, Essen 2014
- Galerie Clairefontaine, Looking to learn / Learning to Look, 2013
- Megacool 4.0, Künstlerhaus k/haus Wien, Kehrer Verlag, 2012
- Art & Toys – Collection Selim Varol, me collectors room Berlin, 2012
- Eros und Stasi, Ludwig Forum für Internationale Kunst Aachen / Kehrer Verlag, 2011
- Olor Color / Smell Colour, Arts Santa Monica / Actar 2011
- Weltraum. Die Kunst und ein Traum. Kunsthalle Wien, Verlag für moderne Kunst, 2011
- inter-cool 3.0 – Jugend Bild Medien, Wilhelm Fink Verlag, 2010
- Künstlerpaare – Künstlerfreunde, Swiss Art Institution, Karlsruhe, 2010
- Menschen. Orte. Zeiten. – Fotografien am Deutsches Historisches Museum, 2009
- Impacte, Coleccio Olor Visual, Fundacio Vallpalou, Lleida, Spain, 2009
- Prepare For Pictopia, Pictoplasma / Haus der Kulturen der Welt, 2009
- C – GlassHero, Ivory Press London, 2009
- FOAM Album 08, Foam_Fotografiemuseum Amsterdam, 2009
- Monat der Fotografie, Berlin, 2008
- Thessaloniki Biennale, 2007
- small is beautiful, Ursula Blickle Stiftung, 2007
- Other Families, Palazzo Cavour Turin, 2006
- Auslöser Potsdam, Potsdam Museum, 2006
- Photomeetings Luxembourg, Galerie Clairefontaine Luxemburg, 2006
- Polaroid als Geste, Verlag Hatje Cantz, 2005
- Rookgordijnen – Roken in de kunsten, Kunsthal Rotterdam, 2003
- In Natura, Biennale Internazionale di Fotografia Torino, 2003
- Reality-Check, 2. Triennale der Photographie Hamburg, 2002
- La photographie traversée, Rencontres internationales Arles, 2000
- Histoires Naturelle, Muséum National d’histoire naturelle Paris, 2002
- Carte Blanche, Muséum d’histoire naturelle Lyon, 2001
- Rammstein, Gert Hof, 2001

## Slide-projections
- Looking at another world / pictures of the projects of Daniel & Geo Fuchs from 1992–2002 / CNA – Centre national de l'audiovisuel Luxembourg
- Conserving – Rammstein slide-projection for the first listening session of the Rammstein album Mutter

## Dokumentarfilm
- Eyecatcher – ein Portrait über Daniel & Geo Fuchs, New Best Friend Film Production, Frankfurt/M. 2001, 45 min.

## Gastkünstleraufenthalte
- Stiftung Starke / Löwenpalais Grunewald Berlin 2004/2005